# 斯諾登山
斯諾登山（國際音標：/ɐɾ 'wɪðva/），海拔1,085米（3560英尺），相對高度1038米，威爾斯第一高山，不列顛群島除蘇格蘭之外的第一高山，位於威爾斯圭內斯斯諾登尼亞（Snowdonia）國家公園內。「Yr Wyddfa」在威爾斯文解作「鐘狀山」。该山接近愛爾蘭海，山上有多種動物，是旅遊勝地，鄰近威爾士的著名的城市卡那封（Caernarfon），山下有登山火車直達山上。